# Iso-Hirvijärvi (Sysmä, Päijänne-Tavastland, Finland)
Iso-Hirvijärvi eller Hirvijärvi är en sjö i Finland. Den ligger i kommunen Sysmä i landskapet Päijänne-Tavastland, i den södra delen av landet, 140 km norr om huvudstaden Helsingfors. Iso-Hirvijärvi ligger 125 meter över havet. I omgivningarna runt Iso-Hirvijärvi växer i huvudsak blandskog. Arean är 10,7 hektar och strandlinjen är 2,28 kilometer lång. Sjön  ingår i Kymmene älvs huvudavrinningsområde. 